# 2018년 8월 누벨칼레도니 지진
2018년 8월 누벨칼레도니 지진은 2018년 8월 29일 프랑스 누벨칼레도니 섬 서쪽 해상에서 일어난 모멘트 규모 7.1의 지진이다. 이 지진으로 바누아투 레나켈에 최대 27cm, 누벨칼레도니 오뉜 강 지역에 최대 26cm의 지진 해일이 덮쳤다. 오스트레일리아판과 태평양판의 판 경계간 지진으로 추정된다. 바누아투 및 누벨칼레도니, 피지 지역에 쓰나미경보가 발령되었다가 해제되었다.
9월 10일엔 모멘트 규모 M6.3의 여진이 발생했다. 이 여진으로 인한 쓰나미나 피해는 없었다.